# نابورغ
نابورغ (بالألمانية: Nabburg) هي بلدة ألمانية تقع في ألمانيا في Schwandorf (district).

## المدن التوأمة
مدن Castillon-la-Bataille، Horšovský Týn و أوبرفيشتاخ هي مدن توأمة لـنابورغ.

## أعلام
- فولفغانغ هيسل